# Michael Niedermeier (Kunsthistoriker)
Michael Niedermeier (* 1954 in Gotha) ist ein deutscher Literatur- und Kunsthistoriker, der sich mit dem Thema Gartenkunst und der Literatur, Sprache und Kultur der Goethezeit beschäftigt.

## Leben und Wirken
Michael Niedermeier studierte von 1976 bis 1980 Germanistik und Anglistik (Diplomlehrer) an der Humboldt-Universität zu Berlin. Anschließend absolvierte er ein Forschungsstudium und wurde 1983 mit einer Arbeit zu Goethes Roman Die Wahlverwandtschaften promoviert. Von 1983 bis 2000 war er Wissenschaftlicher Assistent an der Sektion Germanistik der Humboldt-Universität zu Berlin. 1985 lehrte er als Gastlektor an den Universitäten Wien und Klagenfurt und von 1985 bis 1988 an der Eötvös-Loránd-Universität in Budapest. 1992 weilte er mit einem IREX-Stipendium an der University of Wisconsin–Madison und am Institute of Landscape Architecture Dumbarton Oaks in Washington, D.C. 1996 bis 1997 war er Gastdozent an der University of Massachusetts Amherst.
2007 habilitierte er sich und wurde Dozent am Institut für Philosophie, Literatur-, Wissenschafts- und Technikgeschichte der Technischen Universität Berlin.
Von 2000 bis 2020 leitete er die Arbeitsstelle Goethe-Wörterbuch der Berlin-Brandenburgischen Akademie der Wissenschaften. Er ist Vorsitzender der Pückler-Gesellschaft Berlin, Vorstandsmitglied der Dessau-Wörlitz-Kommission des Interdisziplinären Zentrums für die Erforschung der Europäischen Aufklärung der Martin-Luther-Universität Halle-Wittenberg, sowie stellvertretender Vorsitzender des Wissenschaftlichen Beirates der Kulturstiftung Dessau Wörlitz.

## Schriften
- Das Ende der Idylle. Symbolik, Zeitbezug, „Gartenrevolution“ in Goethes Roman „Die Wahlverwandtschaften“. Lang, Berlin u. a. 1992, ISBN 3-86032-003-3.
- Erotik in der Gartenkunst. Eine Kulturgeschichte der Liebesgärten. Edition Leipzig, Leipzig 1995, ISBN 3-361-00436-5. (Japanische Ausgabe, エロスの庭 : 愛の園の文化史 / Erosu no niwa : ai no sono no bunkashi. Japanese edition. (Transl. Haru Hamanaka/Takashi Mori)). Tokyo (Sangesha, published by arrangement trough The Sakai Agency). 2013.
- Das Gartenreich Dessau-Wörlitz als kulturelles und literarisches Zentrum um 1780. Teil 6 von Erhard Hirsch, Thomas Höhle (Hrsg.): Dessau-Wörlitz-Beiträge. Museum für Stadtgeschichte, Dessau 1995.
- mit Clemens Alexander Wimmer (Hrsg.): Der Frühlingstag im Garten (1811/12) / Friedrich Ludwig Karl von Finckenstein. Zwei Garten-Lehrgedichte aus der Mark Brandenburg. Pückler-Gesellschaft, Berlin 1997.
- mit Jost Hermand: Revolutio germanica. Die Sehnsucht nach der „alten Freiheit“ der Germanen 1750–1820. Lang, Frankfurt am Main u. a. 2002, ISBN 3-631-39671-6.
- mit Annette Dorgerloh, Hanno Schmitt (Hrsg.): Leben, Lust und Tod in Gärten um 1800. Rochow-Museum, Reckahn 2004, ISBN 3-9809752-0-7.
- mit Michael Seiler (Red.): Die Gärten von Ermenonville. Pückler-Gesellschaft, Berlin 2007.
- Erinnerungslandschaft und Geheimwissen. Inszenierte Memoria und politische Symbolik in der deutschen Literatur und den anderen Künsten (1650–1850). Habilitationsschrift. Technische Universität Berlin 2007.
- mit Annette Dorgerloh, Horst Bredekamp (Hrsg.): Klassizismus/Gotik. Karl Friedrich Schinkel und die patriotische Baukunst. Deutscher Kunstverlag, München/Berlin 2007, ISBN 3-422-06686-1.
- mit Annette Dorgerloh, Marcus Becker (Hrsg.): Grab und Memoria im frühen Landschaftsgarten. Fink, Paderborn 2014, ISBN 978-3-7705-5442-3.
- (Red.): Mitteilungen der Pückler Gesellschaft, Bde. 21 ff. (2006 ff.)
- Angestammte Landschaften, mystische Einweihungsräume und arkadische Liebesgärten. Gartenkunst der Goethezeit (= Mitteilungen der Pückler Gesellschaft. Band 31). VDG, Kromsdorf 2017, ISBN 978-3-89739-887-0.
- Hrsg.: Izabella Czartoryska: Mancherlei Gedanken über die Art und Weise, Gärten anzulegen (1805/1808). Das Gartenbuch der Fürstin Izabela Czartoryska (= Mitteilungen der Pückler Gesellschaft. Band 32). VDG, Weimar 2018, ISBN 978-3-89739-909-9.
- mit Jana Kittelmann und Andrea Thiele (Hrsg.): Über Gärten im Gespräch. Wechselwirkungen zwischen Landschaftsgärten des 18. und frühen 19. Jahrhunderts in Mittel- und Osteuropa, Mitteldeutscher Verlag Halle/S. 2023.
- Hrsg. zus. mit Peter Morris-Keitel, Buchreihe: NATUR * LITERATUR * ÖKOLOGIE; NATURE * LITERATURE * ECOLOGY. (NLÖ) Weidler-Verlag Berlin.